# 樟味藜
樟味藜（学名：Camphorosma monspeliaca）为苋科樟味藜属的植物。分布于伊朗、罗马尼亚、蒙古、俄罗斯、匈牙利以及中国大陆的新疆等地，生长于海拔440米至2,850米的地区，一般生长在荒地、沙丘或旱山坡，目前尚未由人工引种栽培。

## 异名
- Camphorosma monspeliaca L. ssp. lessingii (Litv.) Aellen